# 63ª edizione dei Directors Guild of America Award
La 63ª edizione dei Directors Guild of America Award, presentata da Carl Reiner, si è tenuta il 29 gennaio 2011 all'Hollywood and Highland Center di Los Angeles. Le nomination per il cinema sono state annunciate il 10 gennaio, quelle per la televisione e la pubblicità sono state annunciate l'11 gennaio, mentre quelle per i documentari il 12 gennaio 2011.

## Cinema

### Film
- Tom Hooper – Il discorso del re (The King's Speech)
- Darren Aronofsky – Il cigno nero (Black Swan)
- David Fincher – The Social Network
- Christopher Nolan – Inception
- David O. Russell – The Fighter

### Documentari
- Charles Ferguson – Inside Job
- Lixin Fan – Gui tu lie che
- Alex Gibney – Client 9: The Rise and Fall of Eliot Spitzer
- Davis Guggenheim – Waiting for "Superman"
- Tim Hetherington e Sebastian Junger – Restrepo - Inferno in Afghanistan (Restrepo)

## Televisione

### Serie drammatiche
- Martin Scorsese – Boardwalk Empire - L'impero del crimine (Boardwalk Empire) per l'episodio Boardwalk Empire
- Jack Bender – Lost per l'episodio La fine (The End)
- Allen Coulter – Boardwalk Empire - L'impero del crimine (Boardwalk Empire) per l'episodio Paris Green
- Frank Darabont – The Walking Dead per l'episodio I giorni andati (Days Gone Bye)
- Jennifer Getzinger – Mad Men per l'episodio Buon compleanno (The Suitcase)

### Serie commedia
- Michael Spiller – Modern Family per l'episodio Dolcetto o scherzetto? (Halloween)
- Steven Levitan – Modern Family per l'episodio Luna di miele alle Hawaii (Hawaii)
- Beth McCarthy-Miller – 30 Rock per l'episodio Dal vivo (Live Show)
- Ryan Murphy – Glee per l'episodio Come Madonna (The Power of Madonna)
- David Nutter – Entourage per l'episodio Perdersi (Lose Yourself)

### Miniserie e film tv
- Mick Jackson – Temple Grandin - Una donna straordinaria (Temple Grandin)
- Barry Levinson – You Don't Know Jack - Il dottor morte (You Don't Know Jack)
- David Nutter e Jeremy Podeswa – The Pacific per la puntata Basilone
- Jeremy Podeswa – The Pacific per la puntata Home
- Tim Van Patten – The Pacific per la puntata Okinawa

### Soap opera
- Larry Carpenter – Una vita da vivere (One Life To Live) per la puntata Starr X'd Lovers, The Musical, Part Two
- Sally McDonald – Febbre d'amore (The Young and the Restless) per la puntata Ebenezer Newman
- Jill Mittwell – Una vita da vivere (One Life To Live) per la puntata Starr X'd Lovers, The Musical, Part Three
- Owen Renfroe – General Hospital per la puntata Francophrenia
- Michael Stich – Beautiful (The Bold and the Beautiful) per la puntata A Reason to Live: Part I

### Varietà musicali
- Glenn Weiss – 64ª edizione dei Tony Award
- Don Roy King – Saturday Night Live per la puntata dell'8 maggio 2010 presentata da Betty White
- Linda Mendoza – Paul McCartney: The Library of Congress Gershwin Prize for Popular Song in Performance at The White House
- John C. Moffit – Bill Maher: "...But I'm Not Wrong"
- Chuck O'Neil – Rally to Restore Sanity and/or Fear

### Reality/competition show
- Eytan Keller – The Next Iron Chef per la puntata del 3 ottobre 2010 Ingenuity
- Hisham Abed – The Hills per la puntata del 27 aprile 2010 Put on a Happy Face
- Bryan O'Donnell – Private Chefs of Beverly Hills per la puntata del 30 aprile 2010 Challah Back
- Brian Smith – MasterChef per la puntata del 10 agosto 2010 Top 14 Revealed
- Bertram Van Munster – The Amazing Race per la puntata del 14 marzo 2010 I Think We're Fighting the Germans, Right?

### Programmi per bambini
- Eric Bross – Il ragazzo che gridava al lupo... Mannaro (The Boy Who Cried Werewolf)
- Douglas Barr – Secrets of the Mountain
- Stuart Gillard – Avalon High
- Michael Grossman – StarStruck - Colpita da una stella (StarStruck)
- Paul Hoen – Camp Rock 2: The Final Jam
- Mikael Salomon – National Museum - Scuola di avventura (Unnatural History) per l'episodio Il mistero del sommergibile (Pilot)

## Pubblicità
- Stacy Wall – spot per Nike (Rise; Handshake), Microsoft (Really?), Adidas (Slim Chin & D Rose)
- Frank Budgen – spot per Sony Bravia (World Cup; Thunderstruck), Honda (RGB)
- Craig Gillespie – spot per Cars.com (Timothy Richman), Snickers (Game; Road Trip), CareerBuilder (Another Language; Casual Friday)
- Tim Godsall – spot per DirecTV (Opulence), Hyundai (Bull), HBO (Eastbound & Mom)
- Tom Kuntz – spot per Old Spice (The Man Your Man Could Smell Like; Questions; Did You Know; Boat)